# TV Integração (Cruzeiro do Sul)
TV Integração é uma emissora de televisão brasileira sediada em Cruzeiro do Sul, cidade do estado do Acre.

## História
A TV Integração entrou no ar em 06 de junho de 1988. Foi a primeira afiliada da Bandeirantes no interior e segunda afiliada no Acre.
Quando houve desfiliação da primeira afiliada, TV União, em 2002, tornou-se a mais antiga afiliada da Rede Bandeirantes no Acre. É a segunda emissora de TV mais antiga da cidade de Cruzeiro do Sul, ficando atrás somente da Rede Amazônica Cruzeiro do Sul.
No decorrer dos Anos 2000, esteve sob a direção da irmã do dono, Albélia Bezerra. 
Em 2006, a emissora passa a ter sinal de média qualidade e volta com sua programação local, levando ao ar o "Jornal Integração" comandado pelo jornalista Francisco Melo.
O Jornal Integração foi exibido apenas por um ano. A TV Integração mais uma vez estava sem programação local própria, ficando no ar apenas para transmitir programas de algumas igrejas evangélicas que pagavam por horários e para transmitir o sinal da Rede Bandeirantes de São Paulo.
Em novembro de 2013 durante o "Jornal da Manhã", apresentado pelo jornalista Francisco Melo na Rádio Integração FM, é anunciada a volta da programação local da emissora. Em sua fala o jornalista disse "muito em breve levaremos ao ar uma programação local de qualidade na TV Intregração. Já trabalhamos nos ajustes e melhoria de nosso sinal."
Em 10 de fevereiro de 2014, às 9 horas da noite estreiou o programa de entrevistas "Ponto de Vista", apresentado pelo jornalista Francisco Melo. O programa piloto teve como convidado o governador do Acre, Tião Viana. Esse foi o primeiro programa oito anos após a extinção do "Jornal Integração" em 2006.

## Controvérsias
A emissora pertence a família Bezerra, tradicional na política acreana nas décadas de 80, 90 e primeira década dos anos 2000. Por esse motivo, sempre foi alvo de críticas por ser usada como arma política por seus proprietários. Quando prefeita da cidade de Cruzeiro do Sul, Zila Bezerra, proprietária da emissora, chegou a ocupar duas horas da programação para atacar seus desafetos políticos.
Nas eleições de 2014, a emissora realizou um curioso debate entre os candidatos ao Senado pelo Acre. Para muitos, o debate foi armado para beneficiar a candidata Perpétua Almeida (PCdoB), que aparecia em todas as pesquisas de intenção de voto no segundo lugar, o que se confirmou no resultado das eleições, que teve Gladson Cameli (Partido Progressista) como vencedor. Gladson acabou boicotando o debate.
As críticas se deram pelo fato da emissora ser aliada ao governo do Acre, tendo inclusive seu diretor de jornalismo, Francisco Melo, ocupando um cargo de confiança da Secretaria Estadual de Indústria e Comércio, liderada pelo esposo da então candidata ao Senado, Perpétua Almeida.